# Canton de Valdahon
Le canton de Valdahon est un canton français du département du Doubs créé par le décret du 25 février 2014 et entrée en vigueur lors des élections départementales de 2015.

## Histoire
Un nouveau découpage territorial du Doubs entre en vigueur à l'occasion des élections départementales de mars 2015, défini par le décret du 25 février 2014, en application des lois du 17 mai 2013 (loi organique 2013-402 et loi 2013-403). Les conseillers départementaux sont, à compter de ces élections, élus au scrutin majoritaire binominal mixte. Les électeurs de chaque canton élisent au Conseil départemental, nouvelle appellation du Conseil général, deux membres de sexe différent, qui se présentent en binôme de candidats. Les conseillers départementaux sont élus pour 6 ans au scrutin binominal majoritaire à deux tours, l'accès au second tour nécessitant 12,5 % des inscrits au 1er tour. En outre la totalité des conseillers départementaux est renouvelée. Ce nouveau mode de scrutin nécessite un redécoupage des cantons dont le nombre est divisé par deux avec arrondi à l'unité impaire supérieure si ce nombre n'est pas entier impair, assorti de conditions de seuils minimaux. Dans le Doubs, le nombre de cantons passe ainsi de 35 à 19.
Le canton de Valdahon est formé de communes des anciens cantons de Vercel-Villedieu-le-Camp (28 communes), de Maîche (8 communes), du Russey (4 communes), de Pierrefontaine-les-Varans (20 communes), d'Ornans (2 communes) et du Pont-de-Roide (2 communes). Avec ce redécoupage administratif, le territoire du canton s'affranchit des limites d'arrondissements, avec 52 communes incluses dans l'arrondissement de Pontarlier, 10 dans l'arrondissement de Montbéliard et 2 dans celui de Besançon. Le bureau centralisateur est situé à Valdahon.

## Représentation
| Période élective | Période élective | Mandat | Mandat   | Identité              | Nuance | Nuance | Qualité                                                                          |
| ---------------- | ---------------- | ------ | -------- | --------------------- | ------ | ------ | -------------------------------------------------------------------------------- |
| 2015             | 2021             | 2015   | 2021     | Sylvie Le Hir         |        | DVD    | Ex Directrice commerciale Conseillère municipale de Valdahon (maire depuis 2020) |
| 2015             | 2021             | 2015   | 2021     | Thierry Vernier       |        | DVD    | Enseignant, maire d'Orchamps-Vennes                                              |
| 2021             | 2028             | 2021   | en cours | Patricia Lime-Vieille |        | LR     | Cheffe d'entreprise à Valdahon                                                   |
| 2021             | 2028             | 2021   | en cours | Thierry Vernier       |        | DVD    | Conseiller sortant                                                               |

### Résultats détaillés

#### Élections de mars 2015
À l'issue du 1er tour des élections départementales de 2015, trois binômes sont en ballottage : Sylvie Le Hir et Thierry Vernier (Union de la Droite, 40,52 %), Léon Bessot et Isabelle Nicod (DVG, 30,99 %) et Audrey Dumain et Yannick Flour (FN, 28,49 %). Le taux de participation est de 60,65 % (10 188 votants sur 16 797 inscrits) contre 52,68 % au niveau départemental et 50,17 % au niveau national.
Au second tour, Sylvie Le Hir et Thierry Vernier (Union de la Droite) sont élus avec 46,03 % des suffrages exprimés et un taux de participation de 61,53 % (4 573 voix pour 10 366 votants et 16 847 inscrits).
Sylvie Le Hir a quitté LR pour LREM.

#### Élections de juin 2021
Le premier tour des élections départementales de 2021 est marqué par un très faible taux de participation (33,26 % au niveau national). Dans le canton de Valdahon, ce taux de participation est de 39,28 % (7 049 votants sur 17 947 inscrits) contre 34,1 % au niveau départemental. À l'issue de ce premier tour, deux binômes sont en ballottage : Patricia Lime Vieille et Thierry Vernier (Union au centre, 39,22 %) et Sylvie Le Hir et Michel Morel (DVD, 26,89 %).
Le second tour des élections est marqué une nouvelle fois par une abstention massive équivalente au premier tour. Les taux de participation sont de 34,3 % au niveau national, 35,83 % dans le département et 41,18 % dans le canton de Valdahon. Patricia Lime Vieille et Thierry Vernier (Union au centre) sont élus avec 58,05 % des suffrages exprimés (3 787 voix pour 7 395 votants et 17 957 inscrits),,.

## Composition
Lors de sa création, le canton de Valdahon comprenait soixante-quatre communes entières.
Après la fusion des communes d'Athose, Chasnans, Hautepierre-le-Châtelet, Nods, Rantechaux et Vanclans au 1er janvier 2016 pour former la commune nouvelle des Premiers-Sapins, le canton était constitué de cinquante-neuf communes.
Par arrêté du 12 août 2016, les communes de Étalans, de Charbonnières-les-Sapins et de Verrières-du-Grosbois fusionnent le 1er janvier 2017 pour former la commune d'Étalans. Cependant, cette commune nouvelle est partagée entre les cantons de Valdahon et d'Ornans en raison de l'appartenance de la commune déléguée de Charbonnières-les-Sapins à ce dernier. Le décret du 7 novembre 2019 entraîne le rattachement complet du territoire de la commune nouvelle d'Étalans au canton de Valdahon.
Le 1er janvier 2017, Charbonnières-les-Sapins (située dans le canton d'Ornans) et Verrières-du-Grosbois fusionnent avec Étalans ; le canton comprend désormais cinquante-huit communes entières. La nouvelle composition du canton est actée par un arrêté du 7 novembre 2019.
| Nom                              | Code Insee | Intercommunalité                | Superficie (km2) | Population (dernière pop. légale) | Densité (hab./km2) | Modifier                                    |
| -------------------------------- | ---------- | ------------------------------- | ---------------- | --------------------------------- | ------------------ | ------------------------------------------- |
| Valdahon (bureau centralisateur) | 25578      | CC des Portes du Haut-Doubs     | 25,51            | 5 715 (2022)                      | 224                | modifier les données · modifier les données |
| Adam-lès-Vercel                  | 25007      | CC des Portes du Haut-Doubs     | 3,19             | 103 (2022)                        | 32                 | modifier les données · modifier les données |
| Avoudrey                         | 25039      | CC des Portes du Haut-Doubs     | 12,86            | 954 (2022)                        | 74                 | modifier les données · modifier les données |
| Battenans-Varin                  | 25046      | CC du Pays de Maîche            | 6,38             | 79 (2022)                         | 12                 | modifier les données · modifier les données |
| Belleherbe                       | 25051      | CC du Pays de Sancey-Belleherbe | 16,13            | 626 (2022)                        | 39                 | modifier les données · modifier les données |
| Belmont                          | 25052      | CC des Portes du Haut-Doubs     | 4,72             | 75 (2022)                         | 16                 | modifier les données · modifier les données |
| Bremondans                       | 25089      | CC des Portes du Haut-Doubs     | 7,22             | 102 (2022)                        | 14                 | modifier les données · modifier les données |
| Bretonvillers                    | 25095      | CC du Pays de Sancey-Belleherbe | 13,66            | 285 (2022)                        | 21                 | modifier les données · modifier les données |
| Chamesey                         | 25113      | CC du Pays de Sancey-Belleherbe | 6,42             | 139 (2022)                        | 22                 | modifier les données · modifier les données |
| Charmoille                       | 25125      | CC du Pays de Sancey-Belleherbe | 10,14            | 319 (2022)                        | 31                 | modifier les données · modifier les données |
| Chaux-lès-Passavant              | 25141      | CC des Portes du Haut-Doubs     | 8,44             | 121 (2022)                        | 14                 | modifier les données · modifier les données |
| Chevigney-lès-Vercel             | 25151      | CC des Portes du Haut-Doubs     | 5,38             | 140 (2022)                        | 26                 | modifier les données · modifier les données |
| Consolation-Maisonnettes         | 25161      | CC des Portes du Haut-Doubs     | 4,31             | 24 (2022)                         | 5,6                | modifier les données · modifier les données |
| Cour-Saint-Maurice               | 25173      | CC du Pays de Maîche            | 4,47             | 148 (2022)                        | 33                 | modifier les données · modifier les données |
| Courtetain-et-Salans             | 25175      | CC des Portes du Haut-Doubs     | 6,85             | 91 (2022)                         | 13                 | modifier les données · modifier les données |
| Domprel                          | 25203      | CC des Portes du Haut-Doubs     | 9,40             | 173 (2022)                        | 18                 | modifier les données · modifier les données |
| Épenouse                         | 25218      | CC des Portes du Haut-Doubs     | 5,75             | 167 (2022)                        | 29                 | modifier les données · modifier les données |
| Épenoy                           | 25219      | CC des Portes du Haut-Doubs     | 13,25            | 643 (2022)                        | 49                 | modifier les données · modifier les données |
| Étalans                          | 25222      | CC des Portes du Haut-Doubs     | 40,91            | 1 648 (2022)                      | 40                 | modifier les données · modifier les données |
| Étray                            | 25227      | CC des Portes du Haut-Doubs     | 6,00             | 290 (2022)                        | 48                 | modifier les données · modifier les données |
| Eysson                           | 25231      | CC des Portes du Haut-Doubs     | 6,01             | 123 (2022)                        | 20                 | modifier les données · modifier les données |
| Fallerans                        | 25233      | CC des Portes du Haut-Doubs     | 10,78            | 294 (2022)                        | 27                 | modifier les données · modifier les données |
| Flangebouche                     | 25243      | CC des Portes du Haut-Doubs     | 23,27            | 833 (2022)                        | 36                 | modifier les données · modifier les données |
| Fournets-Luisans                 | 25288      | CC des Portes du Haut-Doubs     | 27,71            | 738 (2022)                        | 27                 | modifier les données · modifier les données |
| Fuans                            | 25262      | CC des Portes du Haut-Doubs     | 11,10            | 472 (2022)                        | 43                 | modifier les données · modifier les données |
| Germéfontaine                    | 25268      | CC des Portes du Haut-Doubs     | 11,16            | 117 (2022)                        | 10                 | modifier les données · modifier les données |
| Grandfontaine-sur-Creuse         | 25289      | CC des Portes du Haut-Doubs     | 5,90             | 73 (2022)                         | 12                 | modifier les données · modifier les données |
| La Grange                        | 25290      | CC du Pays de Sancey-Belleherbe | 6,16             | 97 (2022)                         | 16                 | modifier les données · modifier les données |
| Guyans-Durnes                    | 25300      | CC des Portes du Haut-Doubs     | 9,03             | 317 (2022)                        | 35                 | modifier les données · modifier les données |
| Guyans-Vennes                    | 25301      | CC des Portes du Haut-Doubs     | 19,67            | 847 (2022)                        | 43                 | modifier les données · modifier les données |
| Landresse                        | 25325      | CC des Portes du Haut-Doubs     | 14,43            | 238 (2022)                        | 16                 | modifier les données · modifier les données |
| Laviron                          | 25333      | CC des Portes du Haut-Doubs     | 19,92            | 352 (2022)                        | 18                 | modifier les données · modifier les données |
| Longechaux                       | 25342      | CC des Portes du Haut-Doubs     | 5,13             | 78 (2022)                         | 15                 | modifier les données · modifier les données |
| Longemaison                      | 25343      | CC des Portes du Haut-Doubs     | 9,63             | 163 (2022)                        | 17                 | modifier les données · modifier les données |
| Longevelle-lès-Russey            | 25344      | CC du Pays de Sancey-Belleherbe | 2,56             | 40 (2022)                         | 16                 | modifier les données · modifier les données |
| Loray                            | 25349      | CC des Portes du Haut-Doubs     | 14,39            | 636 (2022)                        | 44                 | modifier les données · modifier les données |
| Magny-Châtelard                  | 25355      | CC des Portes du Haut-Doubs     | 4,20             | 64 (2022)                         | 15                 | modifier les données · modifier les données |
| Orchamps-Vennes                  | 25432      | CC des Portes du Haut-Doubs     | 24,79            | 2 180 (2022)                      | 88                 | modifier les données · modifier les données |
| Orsans                           | 25435      | CC des Portes du Haut-Doubs     | 8,29             | 179 (2022)                        | 22                 | modifier les données · modifier les données |
| Ouvans                           | 25441      | CC des Portes du Haut-Doubs     | 5,20             | 68 (2022)                         | 13                 | modifier les données · modifier les données |
| Passonfontaine                   | 25447      | CC des Portes du Haut-Doubs     | 19,49            | 334 (2022)                        | 17                 | modifier les données · modifier les données |
| Péseux                           | 25449      | CC du Pays de Sancey-Belleherbe | 6,63             | 136 (2022)                        | 21                 | modifier les données · modifier les données |
| Pierrefontaine-les-Varans        | 25453      | CC des Portes du Haut-Doubs     | 28,90            | 1 361 (2022)                      | 47                 | modifier les données · modifier les données |
| Plaimbois-Vennes                 | 25457      | CC des Portes du Haut-Doubs     | 10,80            | 116 (2022)                        | 11                 | modifier les données · modifier les données |
| Les Premiers Sapins              | 25424      | CC des Portes du Haut-Doubs     | 52,20            | 1 576 (2022)                      | 30                 | modifier les données · modifier les données |
| Provenchère                      | 25471      | CC du Pays de Sancey-Belleherbe | 6,97             | 139 (2022)                        | 20                 | modifier les données · modifier les données |
| Rosières-sur-Barbèche            | 25503      | CC du Pays de Sancey-Belleherbe | 5,31             | 110 (2022)                        | 21                 | modifier les données · modifier les données |
| Rosureux                         | 25504      | CC du Pays de Maîche            | 6,14             | 80 (2022)                         | 13                 | modifier les données · modifier les données |
| La Sommette                      | 25550      | CC des Portes du Haut-Doubs     | 7,37             | 238 (2022)                        | 32                 | modifier les données · modifier les données |
| Vaucluse                         | 25588      | CC du Pays de Maîche            | 5,01             | 117 (2022)                        | 23                 | modifier les données · modifier les données |
| Vauclusotte                      | 25589      | CC du Pays de Maîche            | 7,62             | 77 (2022)                         | 10                 | modifier les données · modifier les données |
| Vellerot-lès-Vercel              | 25596      | CC des Portes du Haut-Doubs     | 4,57             | 65 (2022)                         | 14                 | modifier les données · modifier les données |
| Vennes                           | 25600      | CC des Portes du Haut-Doubs     | 7,31             | 243 (2022)                        | 33                 | modifier les données · modifier les données |
| Vercel-Villedieu-le-Camp         | 25601      | CC des Portes du Haut-Doubs     | 29,96            | 1 732 (2022)                      | 58                 | modifier les données · modifier les données |
| Vernierfontaine                  | 25605      | CC des Portes du Haut-Doubs     | 13,28            | 485 (2022)                        | 37                 | modifier les données · modifier les données |
| Villers-Chief                    | 25623      | CC des Portes du Haut-Doubs     | 7,83             | 142 (2022)                        | 18                 | modifier les données · modifier les données |
| Villers-la-Combe                 | 25625      | CC des Portes du Haut-Doubs     | 5,88             | 49 (2022)                         | 8,3                | modifier les données · modifier les données |
| Voires                           | 25630      | CC des Portes du Haut-Doubs     | 4,88             | 75 (2022)                         | 15                 | modifier les données · modifier les données |
| Canton de Valdahon               | 2518       |                                 | 680,47           | 26 826 (2022)                     | 39                 | modifier les données                        |

## Démographie
En 2022, le canton comptait 26 826 habitants, en évolution de +4,7 % par rapport à 2016 (Doubs : +1,88 %, France hors Mayotte : +2,11 %).
| 2013   | 2018   | 2022   |
| ------ | ------ | ------ |
| 24 487 | 26 150 | 26 826 |